# عطاآباد، پاکستان
عطاآباد (به انگلیسی: Attabad) یک منطقهٔ مسکونی در پاکستان است که در گلگت-بلتستان واقع شده‌است.